# 今泉浩一
今泉 浩一（いまいずみ こういち、1965年 - ）は日本の映画監督、俳優である。

## 経歴
1965年（昭和40年）東京都に生まれる。
1985年より「東京グランギニョル」に俳優・制作スタッフとして「ライチ・光クラブ」「ワルプルギス」に参加。劇団解散後は飴屋法水+三上晴子プロデュース公演「バリカーデ」に引き続き参加する。。その後は二代目一条さゆりの黒子として、全国のストリップ劇場を廻っていた。
1990年、佐藤寿保監督のピンク映画「制服盗撮魔 激射・なぶる！」で映画俳優としてデビュー、以降ピンク映画を中心にVシネマ、アダルトビデオ、ゲイポルノ映画、自主映画など100本以上の映像作品に出演する。大木裕之監督「エクスタシーの涙 痴淫」(1995)、及び「たまあそび」(1996)では助監督、また1998年以降に3本の商業用ゲイポルノ映画の脚本を執筆した。
1999年に自主制作で第1回監督作品となる短編「憚り天使」を監督、同年岩佐浩樹とともにhabakari-cinema+recordsを設立。2002年には初の長編作品である「NAUGHTY BOYS ノーティー・ボーイズ」を監督したのち2004年、10人の監督による5分間の短編作品を集めたオムニバス映画「Queer Boys and Girls on the SHINKANSEN」を企画・製作、自身も短編「キスしてほしい」を監督。この作品までは東京国際レズビアン&ゲイ映画祭で上映されていた。
2007年、2作目の長編「初戀 Hatsu-Koi」を監督、シネマアートン下北沢で劇場公開された。同作は2008年には第58回ベルリン国際映画祭パノラマ部門に正式招待されている。2010年、3作目の長編「家族コンプリート」を監督、同年開催の香港国際映画祭で初上映。2014年、ベルリンポルノ映画祭ディレクターのユルゲン・ブリューニンクからの提案を受け制作された4作目の長編「すべすべの秘法」を監督、10月に開催された同映画祭にて過去作品のレトロスペクティブ上映と同時に発表した。2016年1月にスパイラルホール（東京）で行われた川口隆夫パフォーマンス公演「TOUCH OF THE OTHER　他者の手」の上演内映像作品を制作。のちに追加撮影・再編集ののち短編映画「TOUCH OF THE OTHER」として作り直し、ベルリンポルノ映画祭で世界初公開。2017年、脚本に田亀源五郎、プロデューサーにユルゲン・ブリューニンクとクラウス・マッテス（ドイツ）を迎えて長編5作目となる「伯林漂流（Berlin Drifters）」を監督・制作し、同年9月の香港レズビアン＆ゲイ映画祭にて世界初公開された。
「東京グランギニョル」以降の舞台としては2000年、パークタワーネクストダンスフェスティバル参加作品、川口隆夫+March 2000「世界の中心」への出演、また2010年から2012年にかけてはディック・ウォン、川口隆夫とともに制作・出演したパフォーマンス「Tri_K」（日本〜香港〜ポルトガル〜ブラジル）ツアー公演がある。

## 作品

### 監督
- 憚り天使 （1999年）
- NAUGHTY BOYS ノーティー・ボーイズ （2002年）
- キスしてほしい （2004年）
- 初戀 Hatsu-Koi （2007年）
- 家族コンプリート （2010年）
- すべすべの秘法 （2014年）
- TOUCH OF THE OTHER（2016年）
- 伯林漂流 Berlin Drifters（2017年）

### 出演
1990年
- 制服盗撮魔 激射・なぶる！（エクセスフィルム／佐藤寿保）

1991年
- レスビアンレイプ 甘い蜜汁（新東宝映画／佐藤寿保）
- 制服私刑 ねじり込め！（エクセスフィルム／佐藤寿保）
- 未亡人変態地獄 （エクセスフィルム／佐藤寿保）
- 盗撮リポート 陰写！（新東宝映画／佐藤寿保）
- 新妻下半身 わしづかみ（エクセスフィルム／佐藤寿保）
- 集団痴漢人妻覗き（国映＝新東宝映画／佐野和宏）
- 馬小舎の令嬢（新東宝映画／佐藤寿保）

1992年
- 本番バイブ折檻 （エクセスフィルム／佐藤寿保）
- 痴漢ONANIE覗き（国映＝新東宝映画／佐野和宏）
- 人妻拷問三段責め（エクセスフィルム／佐藤寿保）
- 浮気妻 恥辱責め （国映＝新東宝映画／佐藤寿保）
- 制服ONANIE 処女の下着（新東宝映画／佐藤寿保）
- SM集団蝋責め（エクセスフィルム／佐藤寿保）

1993年
- 変態テレフォンONANIE（国映＝新東宝映画／佐野和宏）
- 喪服妻 剃毛縄奴隷 （エクセスフィルム／佐藤寿保）
- 生　盗聴リポート 痴話（新東宝映画／佐藤寿保）
- 快感ONANIE 新妻篇 （エクセスフィルム／佐藤寿保）
- ナマ本番 飲み干す！（エクセスフィルム／佐藤寿保）
- 未亡人喪服の悶え（国映＝新東宝映画／瀬々敬久）
- 痴漢電車 いやらしい行為（国映＝新東宝映画／佐藤寿保）

1994年
- 人妻変態美容師 （エクセスフィルム／佐藤寿保）
- 痴漢と覗き 婦人科病棟（エクセスフィルム／佐藤寿保）
- いやらしい人妻 濡れる（国映＝新東宝映画／佐藤寿保）
- 若奥様 太股びらき（エクセスフィルム／佐藤寿保）
- 狂乱不倫妻 熱いうめき（国映＝新東宝映画／佐野和宏）

1995年
- すけべ妻 夫の留守に（国映＝新東宝映画／佐藤寿保）
- 悶絶本番 ぶちこむ！！（国映＝新東宝映画／サトウトシキ）
- 狩人たちの触覚（ENK／佐藤寿保）
- 人妻玲子 調教の軌跡 （JSS／常本琢招）
- 主婦売春 若妻性欲処理（大蔵映画／関根和美）
- 急にたどりついてしまう（タフ・ママ／福間健二）

1996年
- 夢で逢いましょう（KSS／佐藤寿保）
- 異常露出 見せたがり（大蔵映画／荒木太郎）
- あふれる淫ら汁（大蔵映画／荒木太郎）
- 黒い下着の女教師（KSS／常本琢招）
- 投稿写真白書 顔だけはやめて（IFIM／常本琢招）
- BEEHIVE 蜜蜂の巣（ビーム／石川均）
- 人体模型の夜（東映V／佐藤寿保）

1997年
- ザ・ストーカー（KSS／鎮西尚一）
- おくりもの （大蔵映画／荒木太郎）
- エチカ～不思議の国のゲイたち（ENK／伊藤清美）
- ニューハーフ物語　わたしが女にもどるまで（KSS／山岡隆資）
- 少年の犯罪（ホットエンターテイメント／川崎軍二）
- 淫乱美巨乳　たわわな媚肉（大蔵映画／荒木太郎）
- 淫乱生保の女 肉体勧誘（エクセスフィルム／黒川幸則）
- 濡れ尻女将のねばり汁（大蔵映画／荒木太郎）

1998年
- 旅の涯て（大蔵映画／荒木太郎）
- THE FETIST 熱い吐息（ENK／佐藤寿保）
- 痴漢暴行バス しごく（大蔵映画／荒木太郎）
- 女囚 いたずら性玩具 （大蔵映画／荒木太郎）
- 未亡人の性 しっぽり濡れて（大蔵映画／荒木太郎）
- 新任女刑務官 檻の中の花芯（TMC／七里圭）

1999年
- 好色夫婦 すすってほしい（大蔵映画／荒木太郎）
- 女ピアノ教師 ゆび誘い乱されて（大蔵映画／荒木太郎）
- 主婦の性 淫らな野外エッチ（大蔵映画／荒木太郎）
- 天使の楽園（PISS FACTORY=ENK／鈴木章浩）

2000年
- 喪服妻 湿恥の香り（OP映画／荒木太郎）
- 飯場で感じる女の性（OP映画／荒木太郎）

2001年
- 川奈まり子の人妻愛モード（ENGEL／渡辺護）
- ポリス（OP映画／荒木太郎）
- 恋愛ピアノ教師 月光の戯れ（TMC／常本琢招）

2002年
- 天使が僕に恋をした（OP映画／荒木太郎）

2003年
- ハードレイプ すすり泣く人妻（OP映画／荒木太郎）

2011年
- 浮雲 空に咲く愛の地図（OP映画／荒木太郎）

2012年
- 美熟女の昼下がり もっと、みだらに（OP映画／荒木太郎）
- さみしい未亡人 なぐさめの悶え（OP映画／荒木太郎）
- 乱交白衣 暴淫くわえ責め（OP映画／荒木太郎）

2013年
- 熟女どスケベ不倫（OP映画／荒木太郎）
- キスして。（ほたる）

2014年
- 華魂 誕生（渋谷プロダクション／佐藤寿保）
- 巨乳未亡人 お願い！許して（OP映画／荒木太郎）

2016年
- 華魂 幻影（渋谷プロダクション／佐藤寿保）
- 眼球の夢（アレット・トン・シネマ + スタンス・カンパニー／佐藤寿保）

2017年
- オレとアイツの集金旅行（OP PICTURES／いまおかしんじ）

2023年
- サーカスな日。（小西泰正 + 女池充）
- 何もない部屋（Le Jardin／常本琢招）
- きのう生まれたわけじゃない（tough mama／福間健二）
- 火だるま槐多よ（スタンス・カンパニー + 渋谷プロダクション／佐藤寿保）

### 助監督
- エクスタシーの涙 恥淫（国映／大木裕之）1995
- たまあそび（ENK／大木裕之） 1996

### 脚本
- 乙男たちの素顔（大蔵映画／吉行由実）1998
- 僕は恋に夢中（大蔵映画／吉行由実）1999
- 浮気なぼくら（OP映画／吉行由実）2002